# Izzó króm (novelláskötet)
Az Izzó króm (Burning Chrome) egy 1986-ban kiadott novelláskötet, mely nagyrészt William Gibsontól tartalmaz önálló és más írókkal közösen írt novellákat. A kötet tartalmazza Gibsonnak azt a két novelláját, melyekből később filmeket forgattak (Johnny, a kacattár, és New Rose Hotel). Magyarországon a Valhalla Páholy jelentette meg először 1995-ben, majd 1997-ben. Az eredeti kiadáshoz képest került bele még két novella, A Gernsback-kontinuum William Gibson tollából, illetve Bruce Sterling Lewis Shinerrel közösen írt Mozart napszemüvegben című műve. Az Izzó krómban olvasható novellák nagy része megjelent a kultikussá vált Mirrorshades című antológiában.

## Novellák
- Johnny, a kacattár (Johnny Mnemonic) – William Gibson
- A Gernsback-kontinuum (The Gernsback Continuum) – William Gibson
- Egy hologramrózsa szilánkjai (Fragments of a Hologram Rose) – William Gibson
- Bárnépség (The Belonging Kind) – John Shirley és William Gibson
- Hátország (Hinterlands) – William Gibson
- Vörös csillag, orbitális tél (Red Star, Winter Orbit) – Bruce Sterling és William Gibson
- New Rose Hotel (New Rose Hotel) – William Gibson
- Álomkirályok (The Winter Market) – William Gibson
- Párharc (Dogfight) – Michael Swanwick és William Gibson
- Izzó króm (Burning Chrome) – William Gibson
- Mozart napszemüvegben (Mozart in Mirrorshades) – Bruce Sterling és Lewis Shiner

## Magyarul
- Izzó króm; ford. Bóday Tamás et al.; Valhalla Páholy, Bp., 1995

## Filmadaptációk
- Johnny Mnemonic – A jövő szökevénye (Johnny Mnemonic, 1995)
- New Rose Hotel (1998)